# Олександрівська (станція)
Олександрівська — залізнична станція Санкт-Петербург — Вітебського відділення Жовтневої залізниці в межах Пушкінського району Санкт-Петербурга на лінії Санкт-Петербург-Балтійський — Луга I.
Станція розташована в селищі Олександрівська.
На станції є зал очікування з касами з продажу квитків і надземний пішохідний перехід. У станції розташовані зупинки приміських автобусних маршрутів.
На станції зупиняються всі прямуючі через неї приміські електропоїзди, крім поїздів підвищеної комфортності.
| Попередня станція | Лінія | Лінія                   | Лінія | Наступна станція |
| ----------------- | ----- | ----------------------- | ----- | ---------------- |
| Шосейна           |       | Варшавський напрямок ОЗ |       | Кандакопшино     |